# Giải thưởng phim truyền hình Hàn Quốc lần thứ 3
Giải thưởng phim truyền hình Hàn Quốc lần thứ ba (tiếng Hàn: 코리아 드라마 어워즈) là một lễ trao giải cho những bộ phim truyền hình xuất sắc của Hàn Quốc được diễn ra tại Trung tâm Văn hóa và Nghệ thuật Kyungnam, Jinju, Nam Gyeongsang vào ngày 2 tháng 10 năm 2010 được dẫn chương trình bởi Min Hyo-rin và Lee Jae-yong. Danh sách đề cử được chọn từ các bộ phim truyền hình Hàn Quốc được phát sóng từ tháng 10 năm 2009 tới tháng 9 năm 2010.

## Đề cử và kết quả
(Người giành giải được in đậm)
| Phim xuất sắc nhất | Phim xuất sắc nhất |
| --- | --- |
| - Săn nô lệ (KBS2) - Dong Yi (MBC) - Mật danh Iris (KBS2) - Vua bánh mì (KBS2) - Cuộc sống tuyệt vời (SBS)                                           | |
| Đạo diễn xuất sắc nhẩt hạng mục Miniseries | Đạo diễn xuất sắc nhẩt hạng mục Serial Drama                                                                                   |
| - Kim Kyu-tae - Mật danh Iris | - Lee Jung-sub - Vua bánh mì                                                                                                   |
| Biên kịch xuất sắc nhất hạng mục Miniseries | Biên kịch xuất sắc nhất hạng mục Serial Drama                                                                                  |
| - Chun Sung-il - Săn nô lệ | - Kang Eun-kyung - Vua bánh mì                                                                                                 |
| Nam diễn viên xuất sắc nhất | Nữ diễn viên xuất sắc nhất |
| - Jang Hyuk - Săn nô lệ - Jun Kwang-ryul - Vua bánh mì - Kim Su-ro - Cao thủ học đường - Lee Beom-soo - Cuộc đời lớn - Lee Byung-hun - Mật danh Iris | - Han Hyo-joo - Dong Yi - Kim Tae-hee - Mật danh Iris - Lee Mi-yeon - Nhân vật truyền kỳ - Moon Geun-young - Chị kế của Lọ Lem |
| Nam diễn viên phụ xuất sắc nhất | Nữ diễn viên phụ xuất sắc nhất                                                                                                 |
| - Jung Dong-hwan - Dong Yi | - Kim Hae-sook - Cuộc sống tuyệt vời                                                                                           |
| Nam diễn viên mới xuất sắc nhất | Nqz diễn viên mới xuất sắc nhất                                                                                                |
| - Yoon Shi-yoon - Vua bánh mì | - Seo Woo - Chị kế của Lọ Lem                                                                                                  |
| Nam diễn viên được yêu thích nhất | Nữ diễn viên được yêu thích nhất                                                                                               |
| - Jung Yong-hwa - Cuộc sống tuyệt vời | - Hwang Jung-eum - Gia đình là số một 2                                                                                        |
| Nhà sản xuất xuất sắc nhất | Giải truyền thông mới |
| - Chung Tae-won - Mật danh Iris | - Jo Hyun-tak - Kho vàng bí ẩn                                                                                                 |
| Giải thưởng đặc biệt | Giải thành tựu |
| - Kim Byung-wook - Gia đình là số một 2 | - Lee Byung-hoon - Dong Yi |